# Blue (Da Ba Dee)
"Blue (Da Ba Dee)" är en låt av den italienska eurodancegruppen Eiffel 65, skriven av medlemmarna Gianfranco Randone och Maurizio Lobina samt producenten Massimo Gabutti. Låten gavs ut som singel 28 juni 1999 samt på gruppens debutalbum Europop och blev en internationell dancehit. Som gruppens mest populära och framgångsrika låt har "Blue (Da Ba Dee)" uppnått första plats i ett stort antal länder, bland annat i Irland, Storbritannien, Nederländerna, Frankrike, Sverige, Schweiz, Nya Zeeland, Norge, Australien och Tyskland såväl som sexa på amerikanska Billboard Hot 100-listan.
Låten fick även en Grammy-nominering för Best Dance Recording 2001.

## Låtskrivandet
Inspirationen till låten kom till när Maurizio Lobina komponerade låtens hooköppning på piano. Producenterna kom då med idén till en dancelåt. Gianfranco Randone uppgav att hans inspiration för texten var från hur en person valde sin livsstil. Att färgen blå skulle bli låtens huvudtema kom till rent slumpmässigt när Lobina sade åt honom att skriva nonsensartade texter. Lobina kompletterade därefter med "da ba dee"-hooken i slutet av denna textrad.
Låten beskriver en man som lever i en "blå värld" där allting har blå färg.

## Musikvideo
Videon till låten, regisserad av Josh Barrison, är datoranimerad och visar hur sångaren Gianfranco Randone blir bortförd i ett rymdskepp av blåa aliens mitt under en konsert. Handlingen i videon har ingen koppling med textens egentliga innebörd.

## Förekomst i annan media
- Låten är med i filmerna Iron Man 3 (2013), Loser (2000) och Big Fat Liar (2002) samt i TV-serierna Daria (avsnittet "The F Word") och 90210 (avsnittet "One Party Can Ruin Your Whole Summer").

## Coverversioner och samplingar
- Amerikanska rapparen Flo Rida har samplat "Blue (Da Ba Dee)" i sin låt "Sugar" från albumet R.O.O.T.S. (2009).
- I en version på Smurfarnas skiva Smurfhits 8 från år 2000 hette låten Blå (Da Ba Di).
- Artisten Nea har samplat "Blue (Da Ba Dee)" i sin låt "Some say".
- Artisterna Bebe Rexha och David Guetta har gjort en remake av "Blue (Da Ba Dee)" i låten "I'm good".